# Hệ động vật Singapore

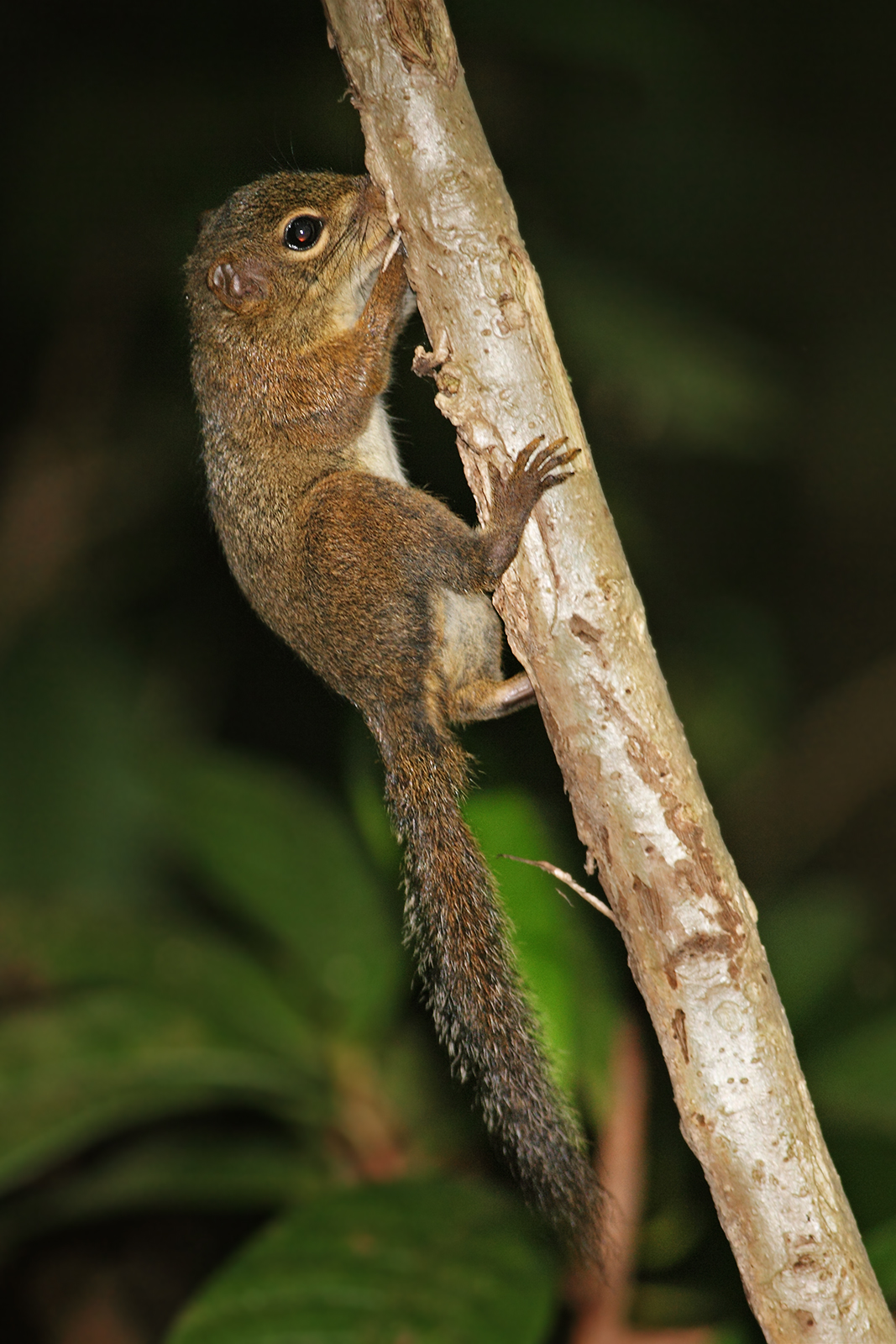
Một con sóc bản địa ở Singapore

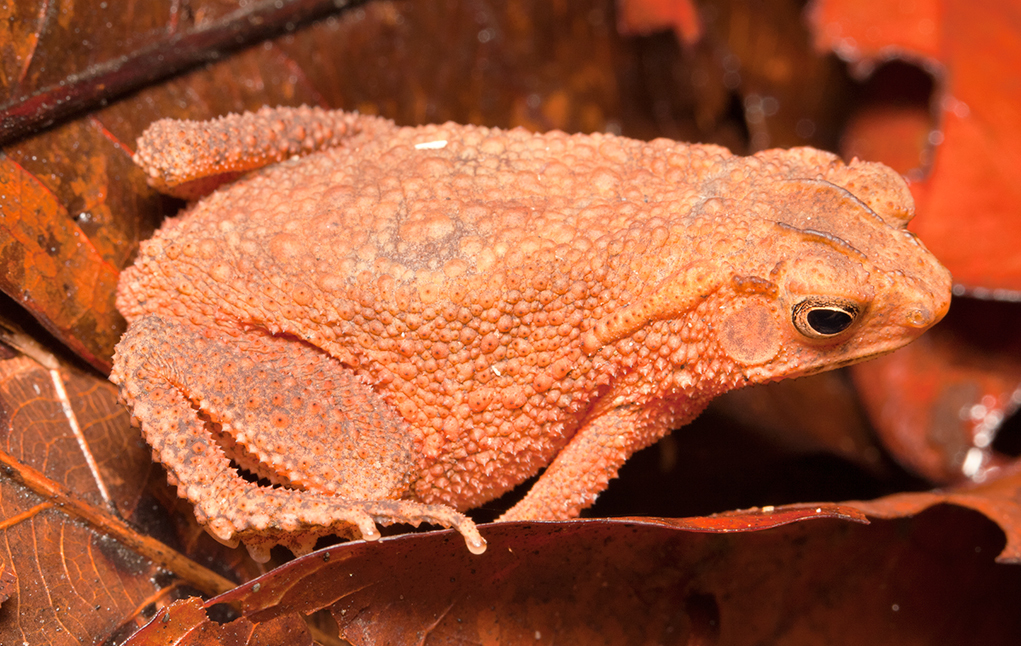
Một con cóc hồng bản địa

Hệ động vật Singapore là tổng thể các quần thể động vật hợp thành hệ động vật của đảo quốc này. Dù rằng Singapore chỉ là một hòn đảo nhỏ và các đảo phụ với diện tích trước đây khoảng 581,5 km² (thập niên 1960), tuy vậy, quốc gia này cũng có một quần thể động vật đa dạng (so với diện tích) với khoảng 65 loài thú (hầu hết là thú cỡ nhỏ), 390 loài chim (chim nhỏ), 110 loài bò sát (phần lớn là bò sát nhỏ), 30 loài lưỡng cư, hơn 300 loài bướm, 127 loài chuồn chuồn. Hệ động vật ở đây biểu trưng cho hệ động vật nhiệt đới đảo.
Singapore là quốc gia đô thị hóa cao độ trong bối cảnh diện tích chật hẹp, do đó những tòa nhà hiện đại nay nhanh chóng mọc lên thay thế cho các cánh rừng chỉ còn lại ít thảm thực vật nguyên sinh và do đó sinh khối động vật bản địa cũng không còn nhiều, hiện chỉ tập trung trong Khu bảo tồn thiên nhiên Bukit Timah và một vài địa điểm khác. Ngày nay, người ta biết nhiều về động vật ở Singapore thông qua tham quan Vườn thú Singapore (Singapore Zoo), tuy nhiên, các loại thú ở phần nhiều là các loài du nhập về từ khắp nơi trên thế giới.

## Tổng quan
Điều kiện khí hậu nóng ẩm của du lịch Singapore cũng giúp cho cây cỏ nơi đây quanh năm xanh tốt, có thời chúng che kín toàn bộ hòn đảo. Nhưng đã từ lâu, phần lớn diện tích rừng cây trên đảo bị phá trụi để lấy gỗ và để nuôi trồng thủy sản, chỉ còn lại một ít những vùng đầm lầy nhỏ và những trảng cây bụi khẳng khiêu của các khu rừng nguyên sinh ngày xưa. Chỉ còn cây đước là vẫn phát triển mạnh trên hòn đảo này.
Việc hiện đại hóa và khai phá đất đã làm biến mất nhiều chủng loại sinh vật hoang dã nhưng nhờ hình thể của nó mà quốc đảo Singapore vẫn còn là một trong những hệ sinh thái sống động nhất thế giới. Vẫn còn một số bờ biển không thể khẩn hoang hay phát triển hiện đại, chúng cung cấp nơi sinh sống cho các rạn san hô, cua biển. Nhiều loại cua nước ngọt ở Singapore không được tìm thấy ở bất kỳ nơi nào khác trên thế giới.
Các loài động vật như khỉ nhện, hoẵng nhỏ và lợn rừng đã tuyệt chủng từ lâu do môi trường sống tự nhiên của chúng bị phá huỷ. Loài hổ biến mất vào những năm 1930, con hổ cuối cùng bị bắn chết năm 1932. Các loài bò sát rất đa dạng, có thể nhìn thấy ở khắp mọi nơi, từ những loài sống trong nhà như thạch sùng cho đến những loài sống dưới nước như con giông mao. Có tất cả 40 loài rắn nhưng chỉ có một ít loài như rắn hổ mang và rắn san hô là có nọc độc.
Khu Bảo tồn thiên nhiên Bukit Timah là nơi tập trung nhiều nhất các loài động vật có vú nhỏ như cầy hương, cáo bay, chuột cây (đây là Khu di sản của ASEAN và có hơn 500 loài động vật). Các vùng ngập nước được mở rộng và biến thành nơi cư trú cho một số lượng lớn chim chóc, là nơi ẩn náu an toàn cho các loài chim di trú từ tháng 9 cho tới tháng 4 hàng năm, trong đó có một số loài chim như chim hạc trắng Trung Hoa thuộc vào số những loài đang bị đe dọa tuyệt chủng trên toàn thế giới.

## Hình ảnh

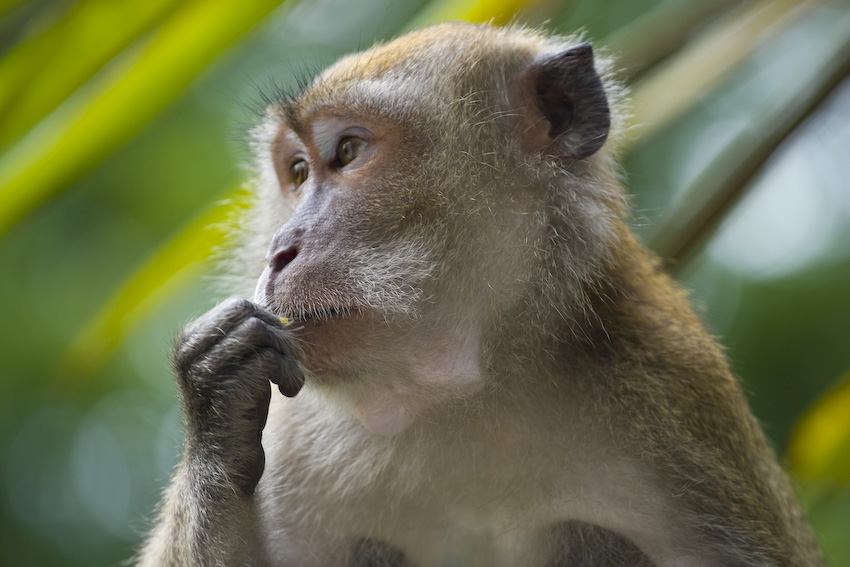
Động vật có vú (Macaca fascicularis)
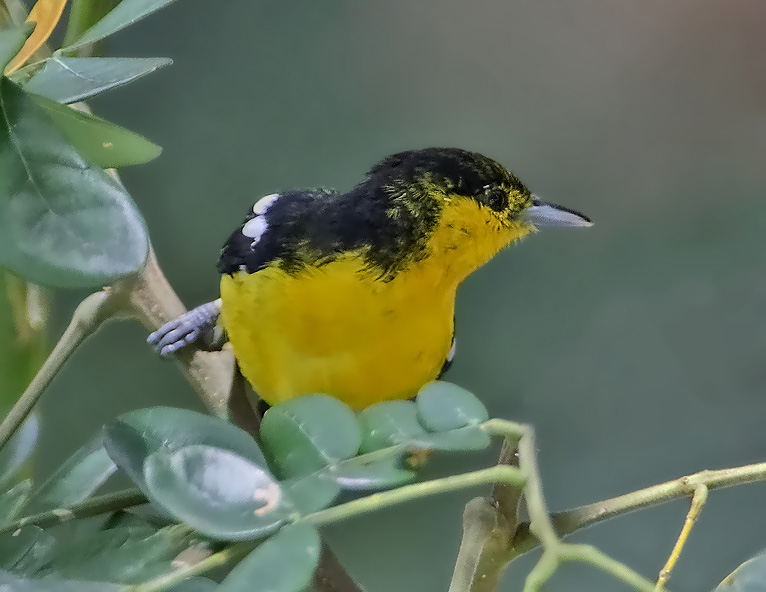
Chim (Aegithina tiphia)
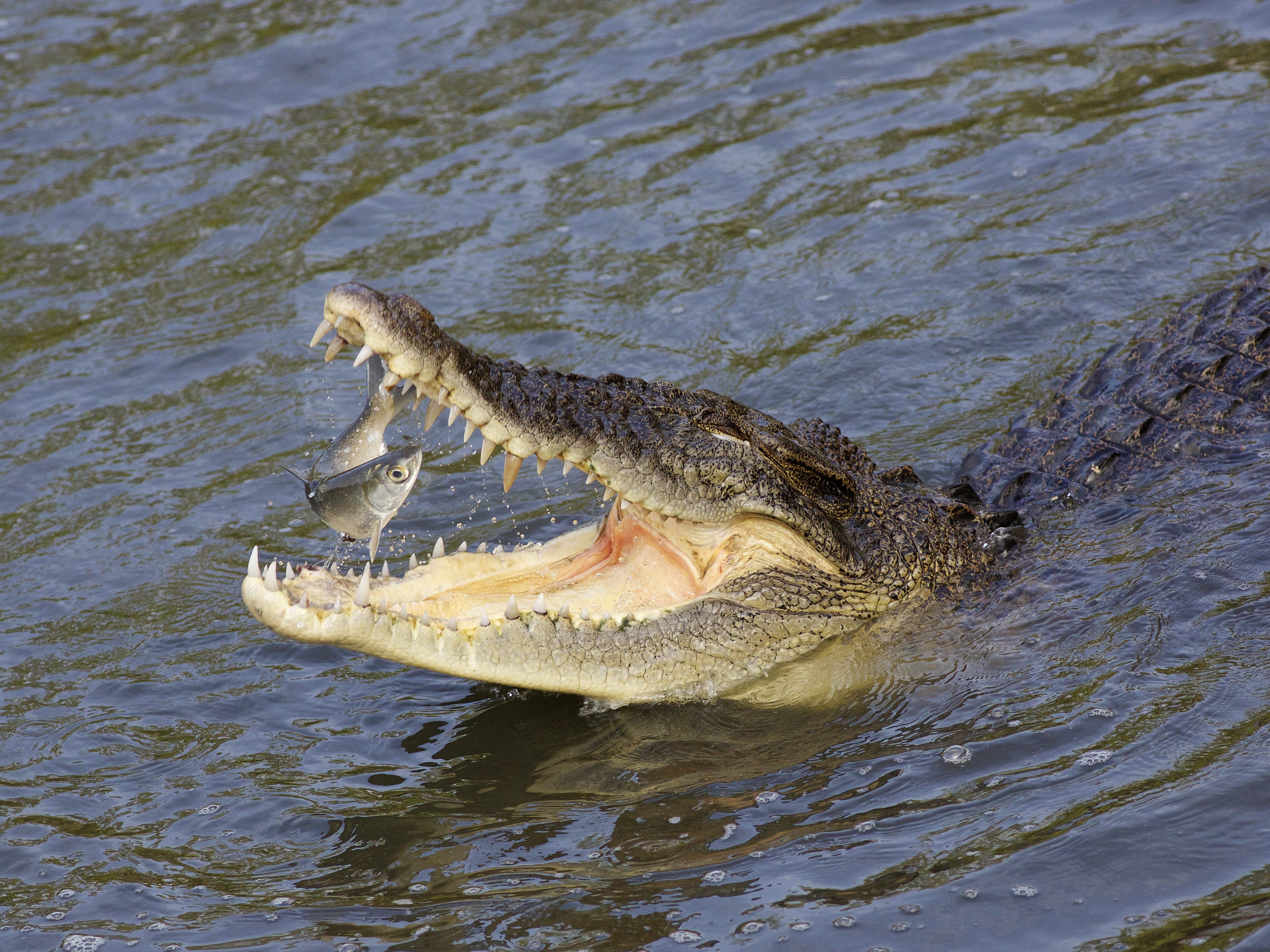
Loài bò sát (Saltie)
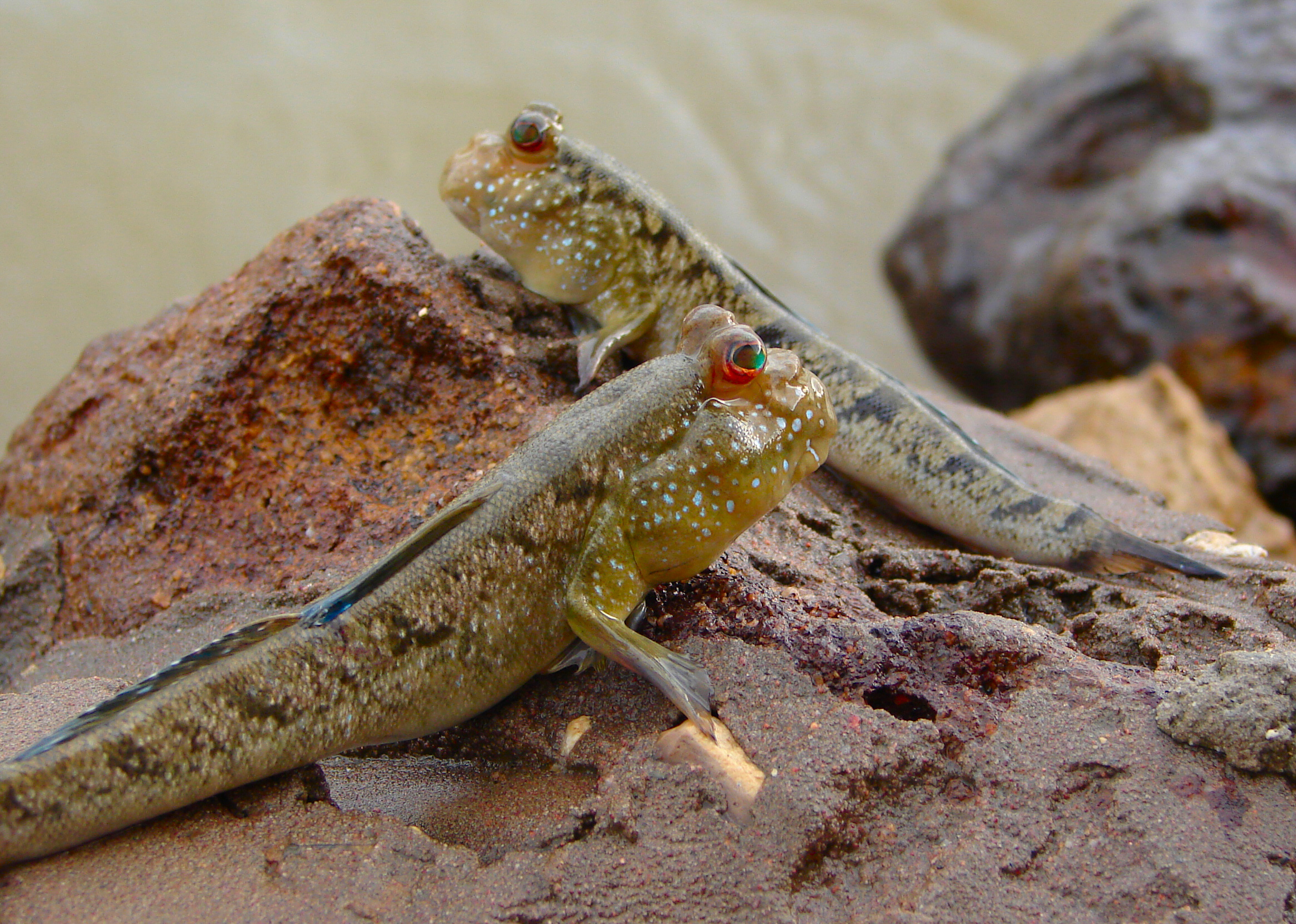
Cá (Gambian Mudskipper)
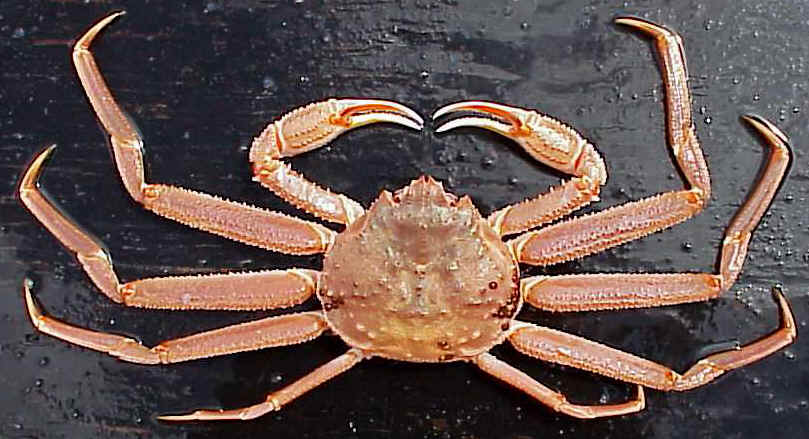
Cua (Chionoecetes bairdi)